# Cartoonito Egyesült Királyság és Írország
A Cartoonito Egyesült Királyság és Írország (angolul: Cartoonito United Kingdom and Ireland) a Cartoonito gyerektévé brit-ír adásváltozata, amely angolul érhető el. 2006. szeptember 4-én indult a Cartoon Network Too műsorblokkjaként. Az önálló csatorna 2007 májusában indult, mely magyar idő szerint hajnali 3-tól este 7-ig nézhető. A további műsoridőben a TCM 2 fogható.

## Műsorok
- Hello Kitty (2007-2010)
- Animal Stories (2006-2011)
- Bébi Bolondos Dallamok (2008)
- Barney és Barátai (2007-2011)
- Caillou (2007-2012)
- Cartoonito Karaoke (2007-2013)
- Tűzoltó Mesék (2008)
- SamSam, A Tűzoltó (5 November 2012-2014)
- Fluffy Gardens (2007-2010)
- Fraggle Rock (2008-2009)
- Go and Be A Grown-Up! (2007 - 2013)
- Hi-5 (2008 - 2013)
- Krypto, A Superkutya (2008-2016)
- Őslények országa (2015)
- Bigfoot Presents: Meteor and The Mighty Monster Trucks (November 2006-2011)
- Miss BG (2008-2009)
- Pororo The Little Penguin (2006-2011)
- Scooby-Doo, A kölyökkutya (2008)
- Tom és Jerry gyerekshow (2009)
- Blanche (2006-2011)
- Cave Man Kapitány és A Tini angyalok (2006)
- Co-Toons (2007 - 2009)
- Süsü Keselyűk (2006)
- Ellen's Acres (2007-2008)
- Frédi és Béni, Avagy A két Kőkorszaki Szaki (2006)
- A Jetson család (2008)
- Little People – Nagy felfedezések (2016-present)
- Roobarb And Custard Too
- Turpi úrfi
- Flúgos futam
- Lazy Town (2012-2015)
- Cartoonito mesék
- Kac-kac Kócok (2009)
- The Funky Phantom
- Tom and Jerry
- The Pink Panther Show
- Hong Kong Phooey